# Dysschema practidoides
Dysschema practidoides là một loài bướm đêm thuộc phân họ Arctiinae, họ Erebidae.